# Attityder
Attityder är ett album av Pugh Rogefeldt, det åttonde, utgivet 1978.

## Låtlista
| Nr  | Titel               | Längd |
| --- | ------------------- | ----- |
| 1.  | Suno sole           | 3:24  |
| 2.  | Kärlekens träd      | 3:47  |
| 3.  | Attityder           | 3:07  |
| 4.  | Låt oss få ett barn | 3:28  |
| 5.  | Solenergi           | 3:04  |
| 6.  | Mer, mer, mer       | 2:36  |
| 7.  | Silverflöjten       | 3:35  |
| 8.  | En stor vit elefant | 2:25  |
| 9.  | Cykelsemester       | 3:18  |
| 10. | Antarktis           | 4:25  |

## Listplaceringar
| Lista (1978-1979) | Topplacering |
| ----------------- | ------------ |
| Sverige           | 34           |